# Niedervisse
Ne doit pas être confondu avec Niederweis.
Niedervisse est une commune française située dans le département de la Moselle et le bassin de vie de la Moselle-Est, en région Grand Est.

## Géographie
Ce village de Moselle est entouré presque exclusivement de champs. La culture du maïs, de la betterave, des pommes et de la pomme de terre, ainsi que l'élevage de bovins y sont développés. Le village est aussi bordé par la forêt du camp du Ban-Saint-Jean.

### Communes limitrophes
| Denting     | Coume         |                    |
| Momerstroff | Niedervisse   | Bisten-en-Lorraine |
|             | Narbéfontaine | Obervisse          |

### Hydrographie

#### Réseau hydrographique
La commune est située dans le bassin versant du Rhin au sein du bassin Rhin-Meuse. Elle est drainée par l'Ellbach et le ruisseau Heiseller.
L'Ellbach, d'une longueur totale de 14,3 km, prend sa source dans la commune de Obervisse et se jette  dans la Nied à Hinckange en limite avec Guinkirchen, après avoir traversé sept communes.

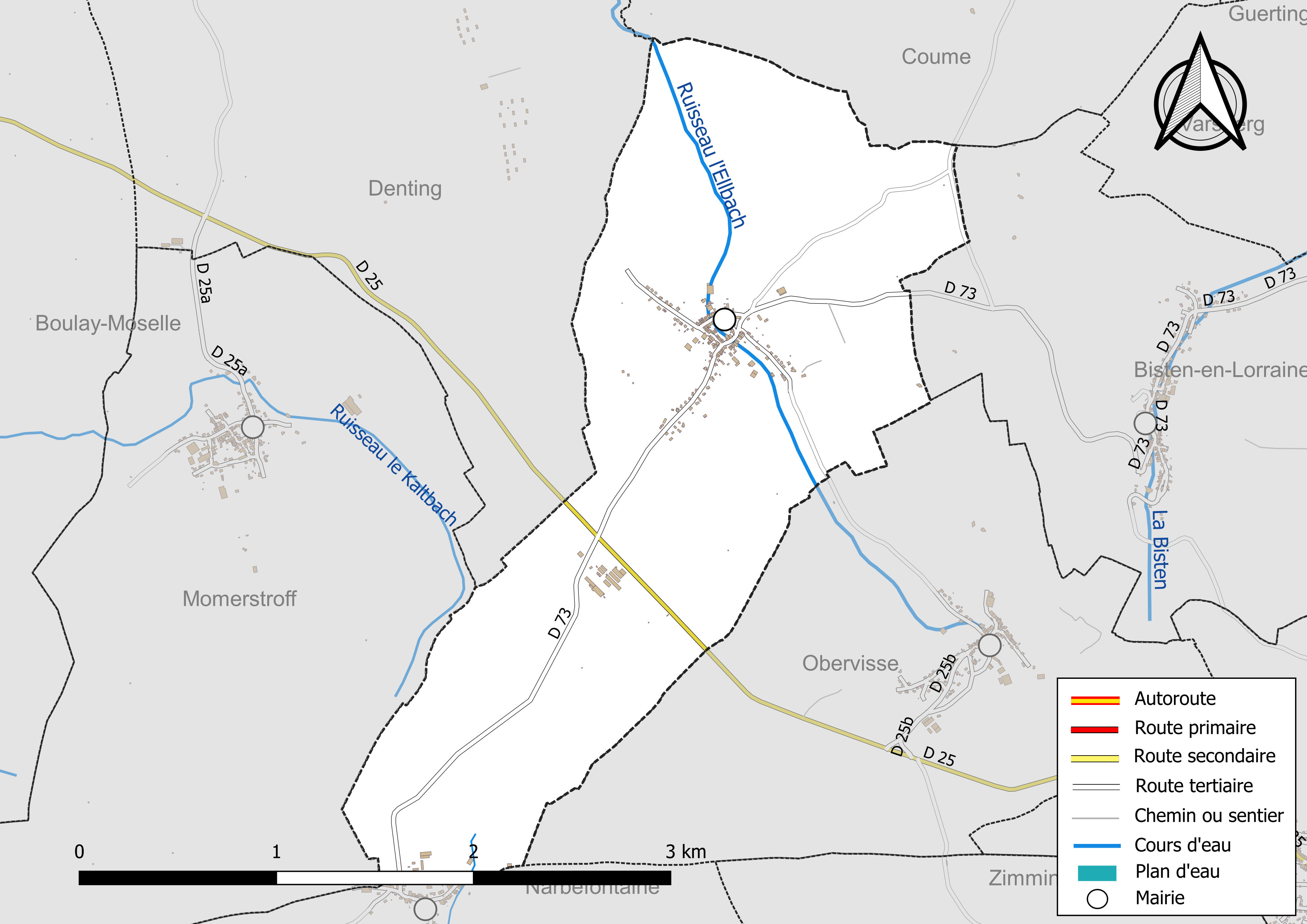
Réseaux hydrographique et routier de Niedervisse.

#### Gestion et qualité des eaux
Le territoire communal est couvert par le schéma d'aménagement et de gestion des eaux (SAGE) « Bassin Houiller ». Ce document de planification, dont le territoire est approximativement délimité par un triangle formé par les villes de Creutzwald, Faulquemont et Forbach, d'une superficie de 576 km2, a été approuvé le 27 octobre 2017. La structure porteuse de l'élaboration et de la mise en œuvre est la région Grand Est. Il définit sur son territoire les objectifs généraux d’utilisation, de mise en valeur et de protection quantitative et qualitative des ressources en eau superficielle et souterraine, en respect des objectifs de qualité définis dans le SDAGE  du Bassin Rhin-Meuse.
La qualité des eaux des principaux cours d’eau de la commune, notamment du ruisseau l'Ellbach, peut être consultée sur un site spécial géré par les agences de l’eau et l’Agence française pour la biodiversité.

### Climat
Pour des articles plus généraux, voir Climat du Grand Est et Climat de la Moselle.
En 2010, le climat de la commune est de type climat de montagne, selon une étude du Centre national de la recherche scientifique s'appuyant sur une série de données couvrant la période 1971-2000. En 2020, Météo-France publie une typologie des climats de la France métropolitaine dans laquelle la commune est exposée à un climat semi-continental et est dans la région climatique  Lorraine, plateau de Langres, Morvan, caractérisée par un hiver rude (1,5 °C), des vents modérés et des brouillards fréquents en automne et hiver. 
Pour la période 1971-2000, la température annuelle moyenne est de 9,2 °C, avec une amplitude thermique annuelle de 16,9 °C. Le cumul annuel moyen de précipitations est de 904 mm, avec 12,4 jours de précipitations en janvier et 9,5 jours en juillet. Pour la période 1991-2020, la température moyenne annuelle observée sur la station météorologique de Météo-France la plus proche, « Seingbouse », sur la commune de Seingbouse à 20 km à vol d'oiseau, est de 10,5 °C et le cumul annuel moyen de précipitations est de 731,4 mm. 
La température maximale relevée sur cette station est de 37,9 °C, atteinte le 25 juillet 2019 ; la température minimale est de −17 °C, atteinte le 20 décembre 2009,,. 
Les paramètres climatiques de la commune ont été estimés pour le milieu du siècle (2041-2070) selon différents scénarios d'émission de gaz à effet de serre à partir des nouvelles projections climatiques de référence DRIAS-2020. Ils sont consultables sur un site spécial publié par Météo-France en novembre 2022.

## Urbanisme

### Typologie
Au 1er janvier 2024, Niedervisse est catégorisée commune rurale à habitat dispersé, selon la nouvelle grille communale de densité à sept niveaux définie par l'Insee en 2022.
Elle est située hors unité urbaine et hors attraction des villes,.

### Occupation des sols
L'occupation des sols de la commune, telle qu'elle ressort de la base de données européenne d’occupation biophysique des sols Corine Land Cover (CLC), est marquée par l'importance des territoires agricoles (87,7 % en 2018), en diminution par rapport à 1990 (92,6 %). La répartition détaillée en 2018 est la suivante : 
terres arables (52,1 %), zones agricoles hétérogènes (19,4 %), prairies (16,3 %), forêts (7,4 %), zones urbanisées (4,9 %). L'évolution de l’occupation des sols de la commune et de ses infrastructures peut être observée sur les différentes représentations cartographiques du territoire : la carte de Cassini (XVIIIe siècle), la carte d'état-major (1820-1866) et les cartes ou photos aériennes de l'IGN pour la période actuelle (1950 à aujourd'hui).

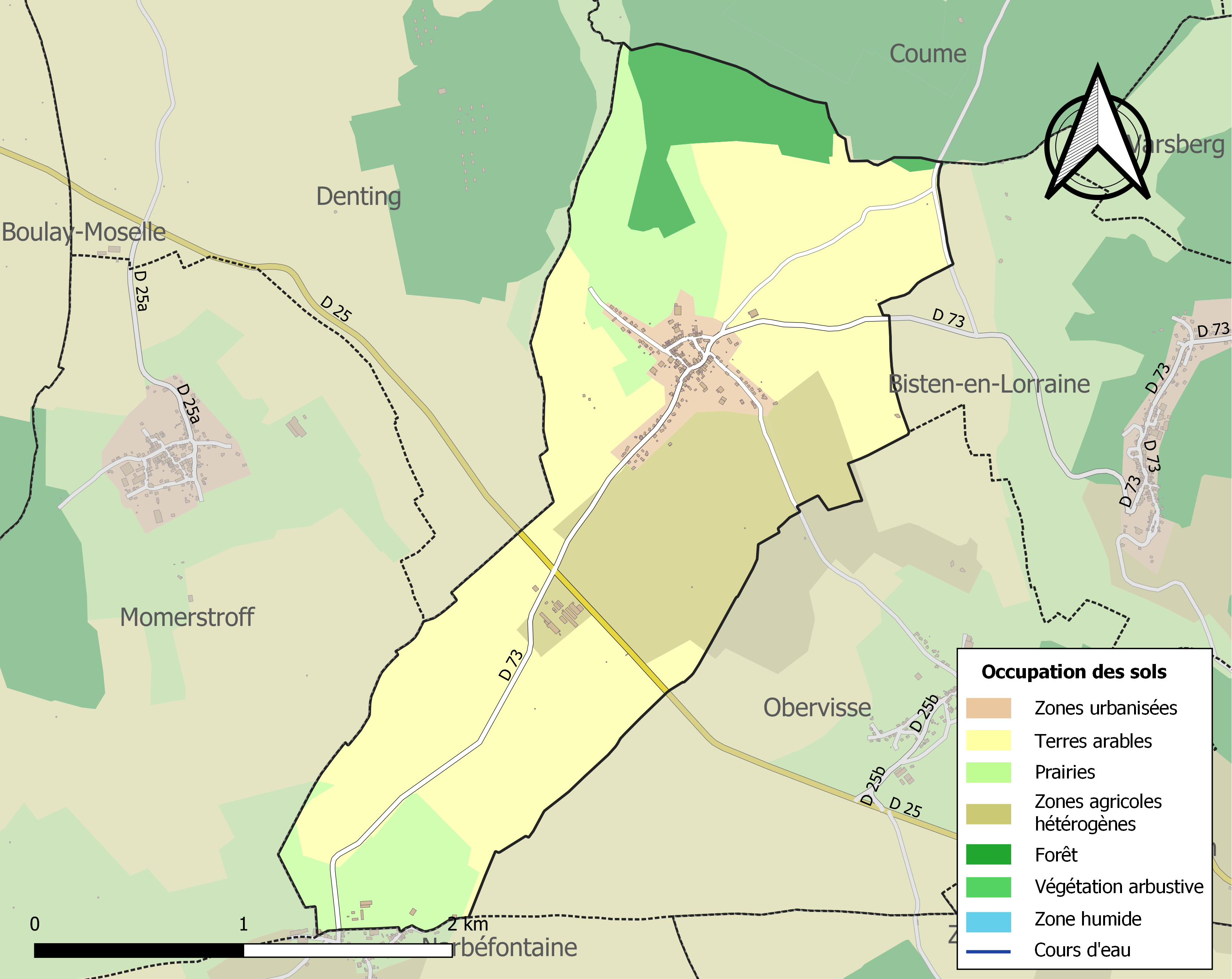
Carte des infrastructures et de l'occupation des sols de la commune en 2018 (CLC).

## Toponymie
- Le village connaît différents changements du nom au cours des siècles : il est appelé Weyse en 1283, Niderwise en 1284, Weigge la Basse en 1390, Basse Weize en 1391, Wieza en 1416, Niederwiesen en 1424, puis Wiesen en 1467 et Vesa en 1607. On le retrouve sous Wysen et Nyederwysel en 1615, à nouveau sous Vesa en 1624, puis Wisse en 1626, Niederweisen en 1667, Niderwuissen en 1681, Nidervise au XVIIIe siècle, Niedrevisse en 1793, Nidervisse en 1801, Niederwiese en 1871-1918, et enfin Niederwiesen en 1940-1944. L'orthographe Wiese, choisie lors de la germanisation du toponyme en 1871 et 1940, faisait la distinction entre la localité située dans la partie inférieure de la prairie et celle de la partie supérieure, Oberwiese. Mais d'après les spécialistes, le nom Wise-Wieza viendrait du latin Vicus, signifiant lieu, localité/bourgade, ou du germanique wiese "prairie"[16]. L'orthographe actuelle française, Niedervisse, serait donc plus conforme à la signification originale : la localité inférieure par rapport à Obervisse, le village situé plus haut.
- En francique lorrain : Nidderwis.

### Sobriquets
- Anciens sobriquets désignant les habitants[17]: Bohnepäns (panses de haricots).

## Histoire
Les vestiges - pierres et tuiles - d'une voie romaine ont été découverts sur le ban de la commune, menant au village voisin de Boucheporn, centre important de production de céramique sigillée durant l'époque gallo-romaine. Au Moyen Âge, le village est terre d'Empire, dépendant du comté de Créhange jusqu'en 1793, date de son rattachement au royaume de France. L'ancien village, qui se trouvait à côté du cimetière, est détruit en 1636 lors de la guerre de Trente Ans. La plupart des faits liés au village de Niedervisse sont aussi liés à la guerre. Une grande partie de ces dossiers ont en revanche été détruits. Le seul fait marquant encore enregistré est peut-être le déplacement de l'église au centre du village au XIXe siècle.
Les gendarmes d'une commune voisine ont découvert, en l'an 2000, des fosses où gisaient plusieurs corps dans la forêt voisine du camp du Ban-Saint-Jean, tous datant de la période 1939-1945. Il reste beaucoup de bunkers et de bâtiments ayant servi à des militaires. Le village est souvent traversé par des forces armées, venant s'entrainer dans la forêt du Ban-Saint-Jean qui est désormais interdite aux civils.

### Cultes
L'ancienne église catholique étant excentrée par rapport au nouveau village, son déplacement au centre du village est décidé au début du XIXe siècle. Le nouvel édifice, dédié à sainte Marie-Madeleine, est érigé en 1817.
Le village abrite jusqu'à la Seconde Guerre mondiale une importante communauté juive, avec synagogue et cimetière, ce qui lui vaudra le surnom de Niedervissen den Juden (Niedervisse la Juive). L'ancien cimetière juif se situe plus loin vers les abords du village, en direction de Coume.

## Politique et administration
| Période                                  | Période  | Identité      | Étiquette | Qualité |
| ---------------------------------------- | -------- | ------------- | --------- | ------- |
| mars 1989                                |          | Serge Wenner  |           |         |
|                                          |          |               |           |         |
| mars 2001                                | En cours | Gérard Crusem |           |         |
| Les données manquantes sont à compléter. |          |               |           |         |

## Démographie
L'évolution du nombre d'habitants est connue à travers les recensements de la population effectués dans la commune depuis 1793. Pour les communes de moins de 10 000 habitants, une enquête de recensement portant sur toute la population est réalisée tous les cinq ans, les populations de référence des années intermédiaires étant quant à elles estimées par interpolation ou extrapolation. Pour la commune, le premier recensement exhaustif entrant dans le cadre du nouveau dispositif a été réalisé en 2005.

En 2022, la commune comptait 276 habitants, en évolution de +6,56 % par rapport à 2016 (Moselle : +0,52 %, France hors Mayotte : +2,11 %).
| 1793 | 1800 | 1806 | 1821 | 1836 | 1841 | 1861 | 1866 | 1871 |
| ---- | ---- | ---- | ---- | ---- | ---- | ---- | ---- | ---- |
| 391  | 309  | 410  | 621  | 626  | 632  | 550  | 560  | 592  |

| 1875 | 1880 | 1885 | 1890 | 1895 | 1900 | 1905 | 1910 | 1921 |
| ---- | ---- | ---- | ---- | ---- | ---- | ---- | ---- | ---- |
| 603  | 331  | 320  | 328  | 312  | 287  | 264  | 255  | 243  |

| 1926 | 1931 | 1936 | 1946 | 1954 | 1962 | 1968 | 1975 | 1982 |
| ---- | ---- | ---- | ---- | ---- | ---- | ---- | ---- | ---- |
| 238  | 213  | 220  | 176  | 186  | 175  | 174  | 152  | 157  |

| 1990 | 1999 | 2005 | 2006 | 2010 | 2015 | 2020 | 2022 | - |
| ---- | ---- | ---- | ---- | ---- | ---- | ---- | ---- | - |
| 174  | 197  | 209  | 209  | 244  | 256  | 271  | 276  | - |

## Économie
Une trentaine d'éoliennes surplombe le village et toute la région de Boulay-Moselle (Niedervisse, Téterchen, Bambiderstroff, Halling-lès-Boulay et depuis 2012 Coume).

## Culture locale et patrimoine

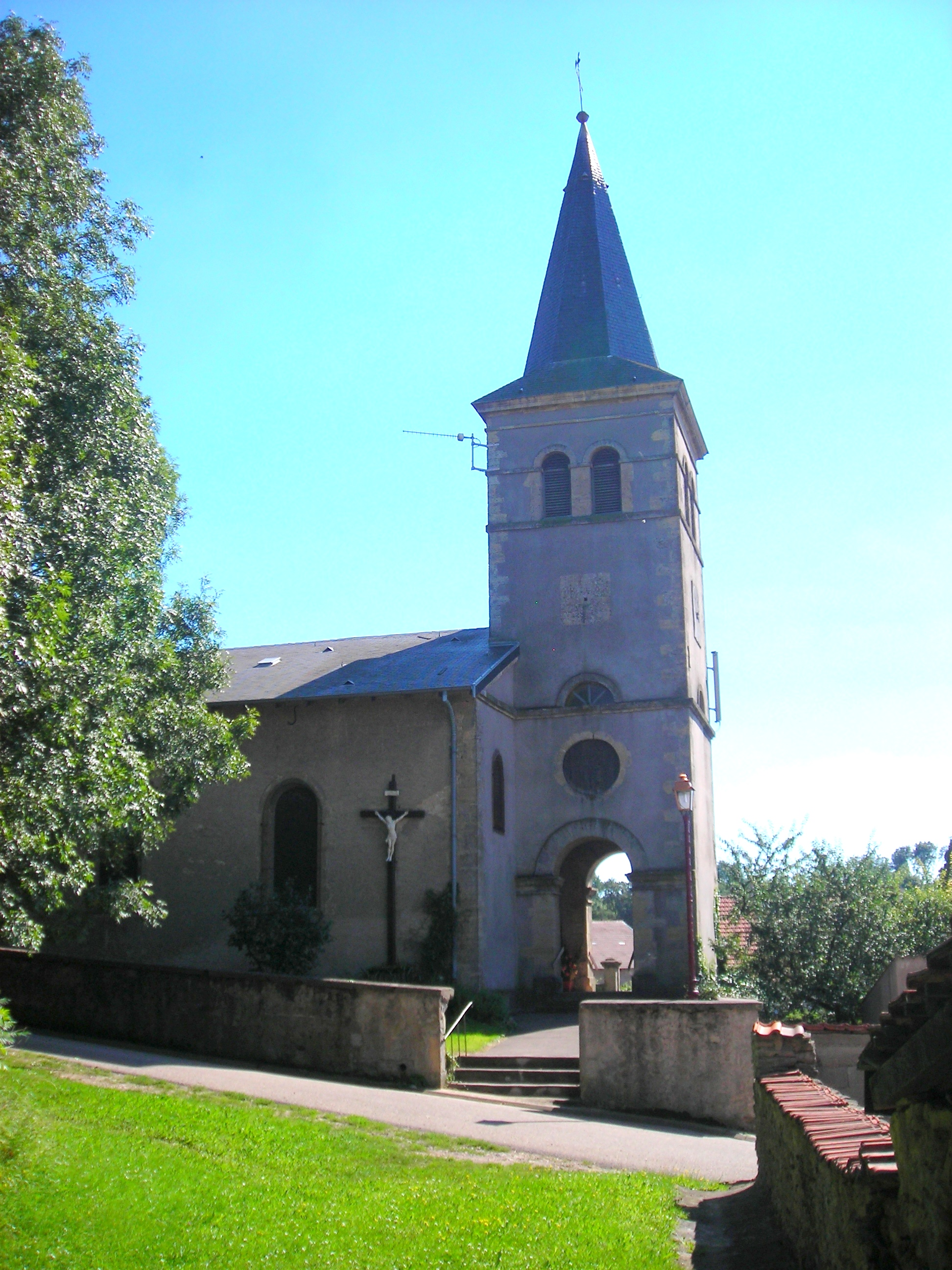
L'église paroissiale Sainte-Marie-Madeleine.

### Lieux et monuments
- L'Annexe Sud de Coume est un ouvrage de la ligne Maginot.

#### Édifices religieux
- L'église paroissiale Sainte-Marie-Madeleine, érigée au centre du village en 1817.
- L'un des monuments situé dans le cimetière catholique du village, au lieu-dit Oberster Weideplatz est classé monument historique par arrêté du 6 décembre 1990[23]. Il s'agit d'un caveau qui date des XVe et XVIe siècles, rempli de plusieurs squelettes (vingt), tous datant de cette époque. Les pierres tombales ont été utilisées dans ce cimetière à partir du XIXe siècle. La première tombe date de 1823, érigée pour Marie Paul. Ce cimetière se situe sur l'emplacement de l'ancienne église, détruite puis reconstruite au centre du village. Le vieil autel de l'ancienne église est toujours présent au centre du cimetière, où il domine tout le village avec sa grande croix de Jésus.
- Ancien ossuaire au cimetière XVe et XVIe siècles.
- Synagogue: la synagogue daterait de 1780. Elle a été détruite par les nazis, qui ont également rasé les maisons juives, et un hangar a été construit à sa place.
- Le cimetière juif, situé en dehors du village, sur la route vers Coume.
- Les croix et calvaires parsemant le ban communal.

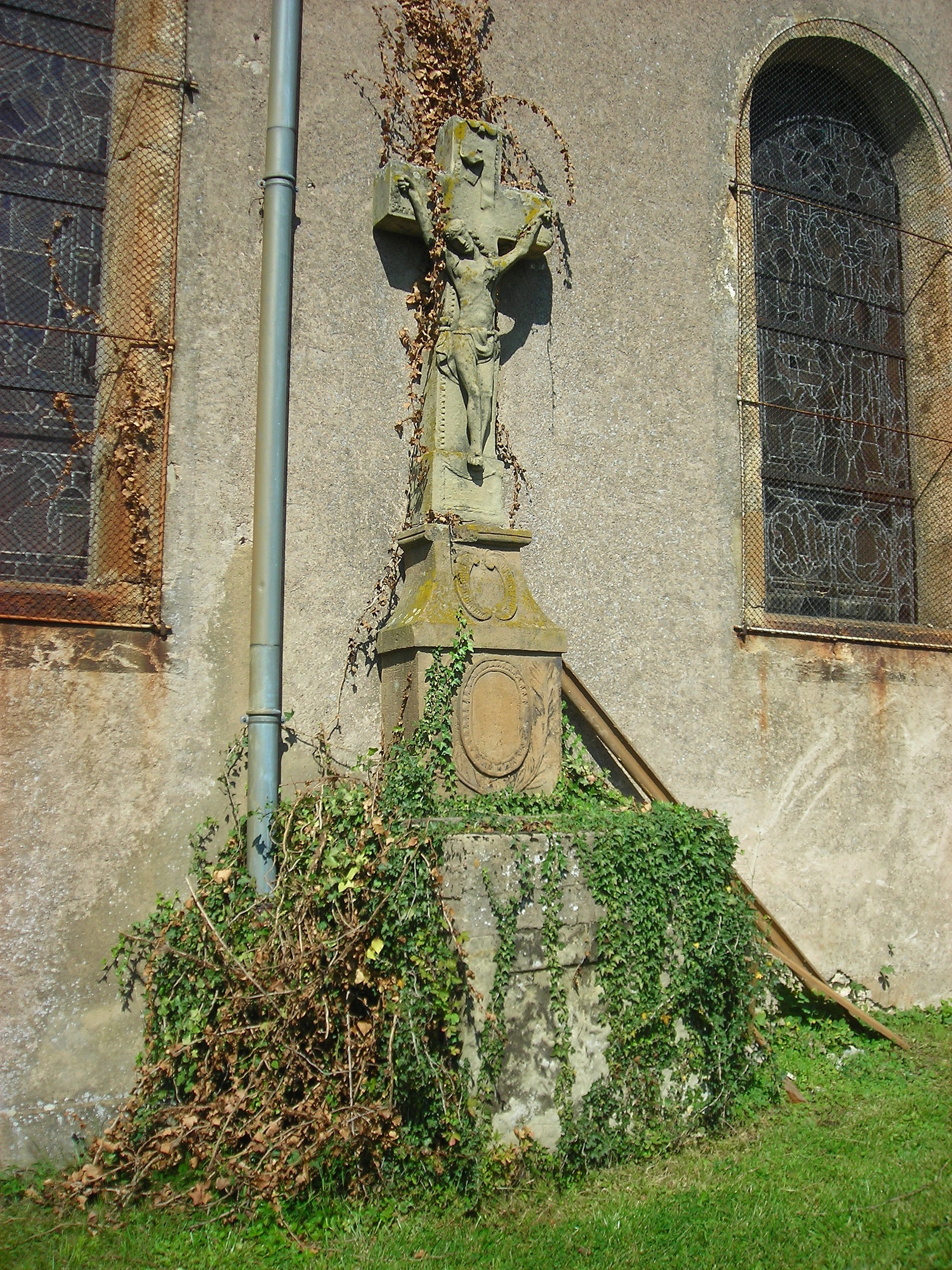
Calvaire adossé à l'église.
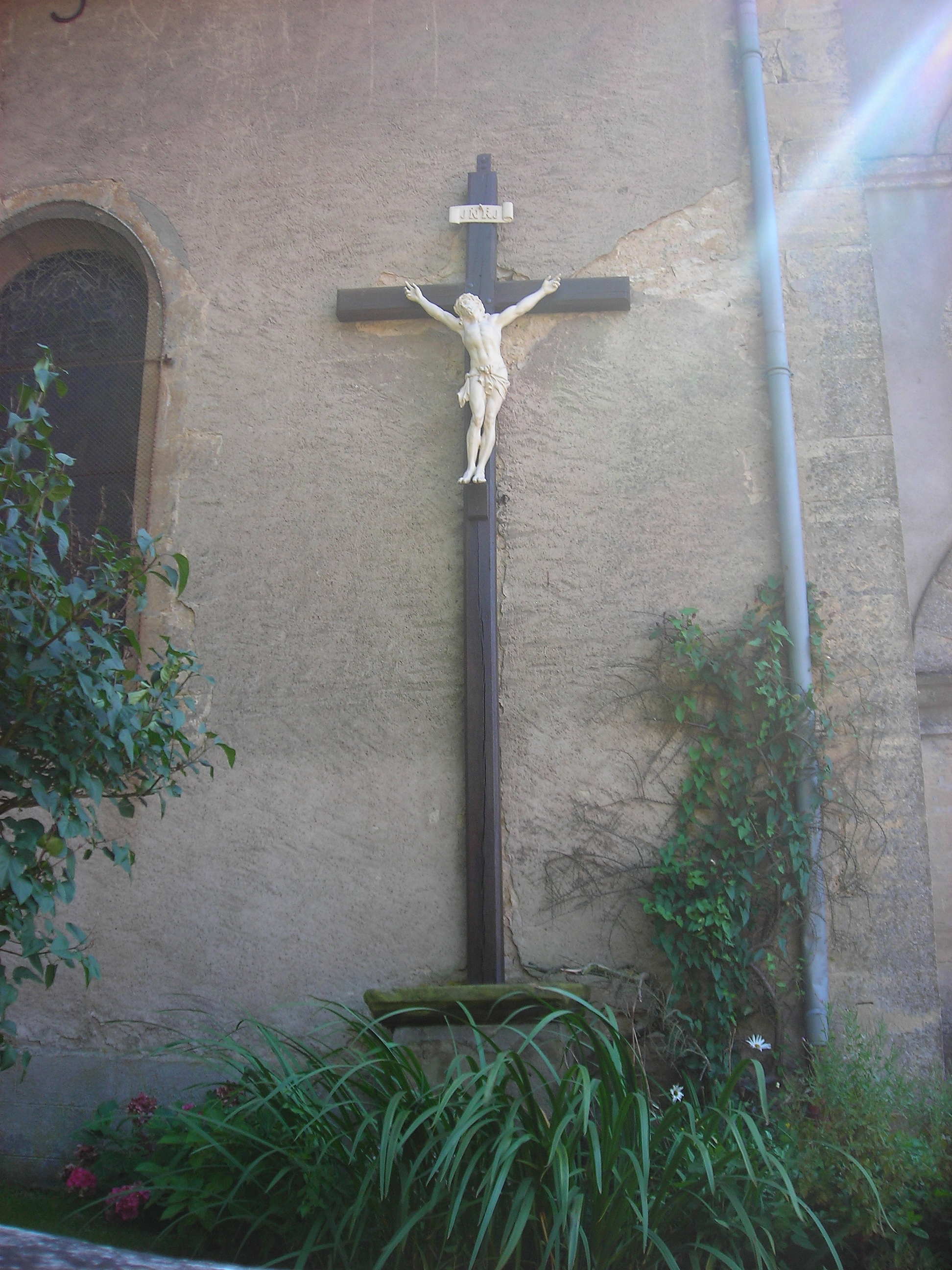
Calvaire adossé à l'église.
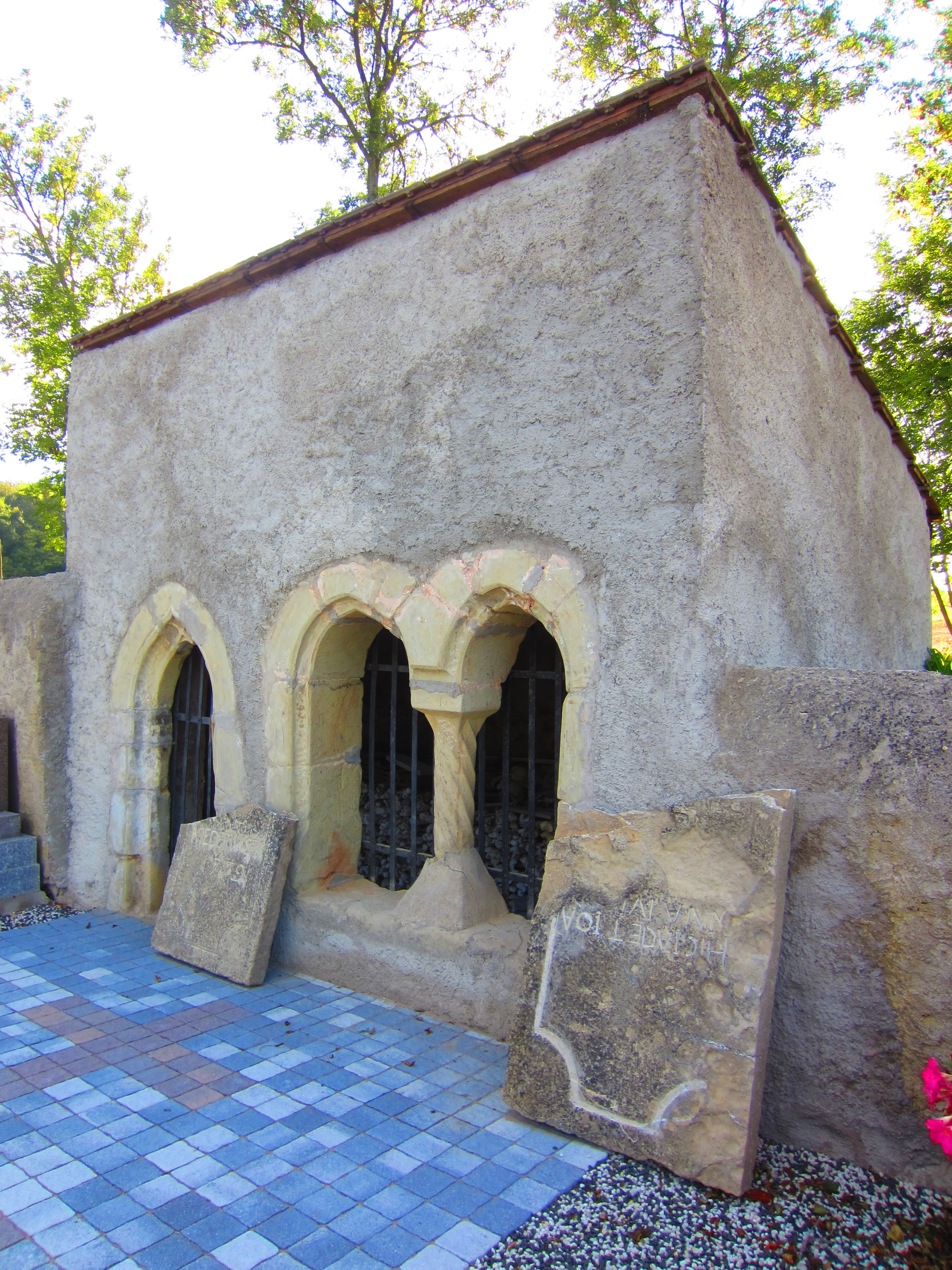
Ancien ossuaire au cimetière.
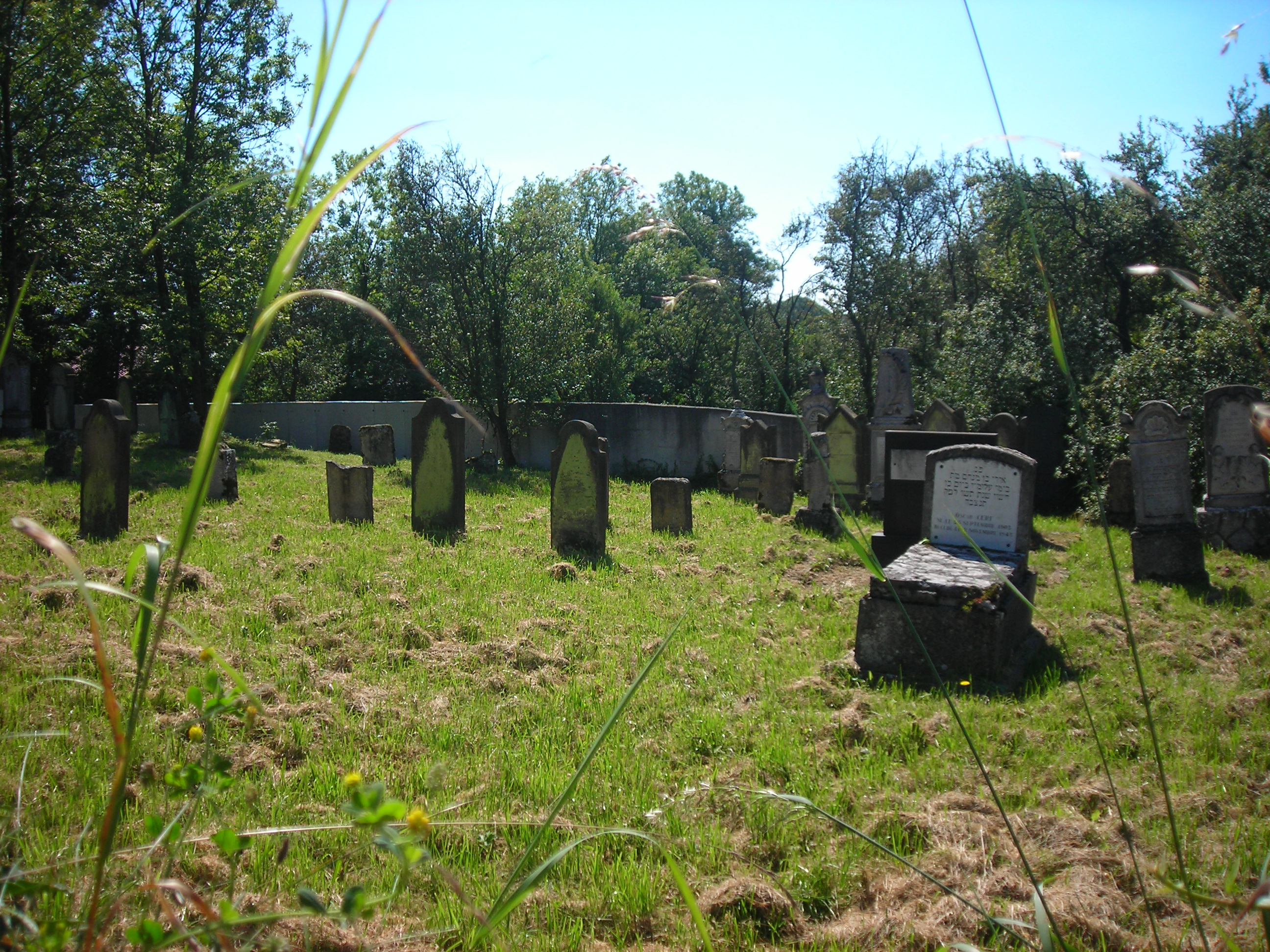
Le cimetière juif.
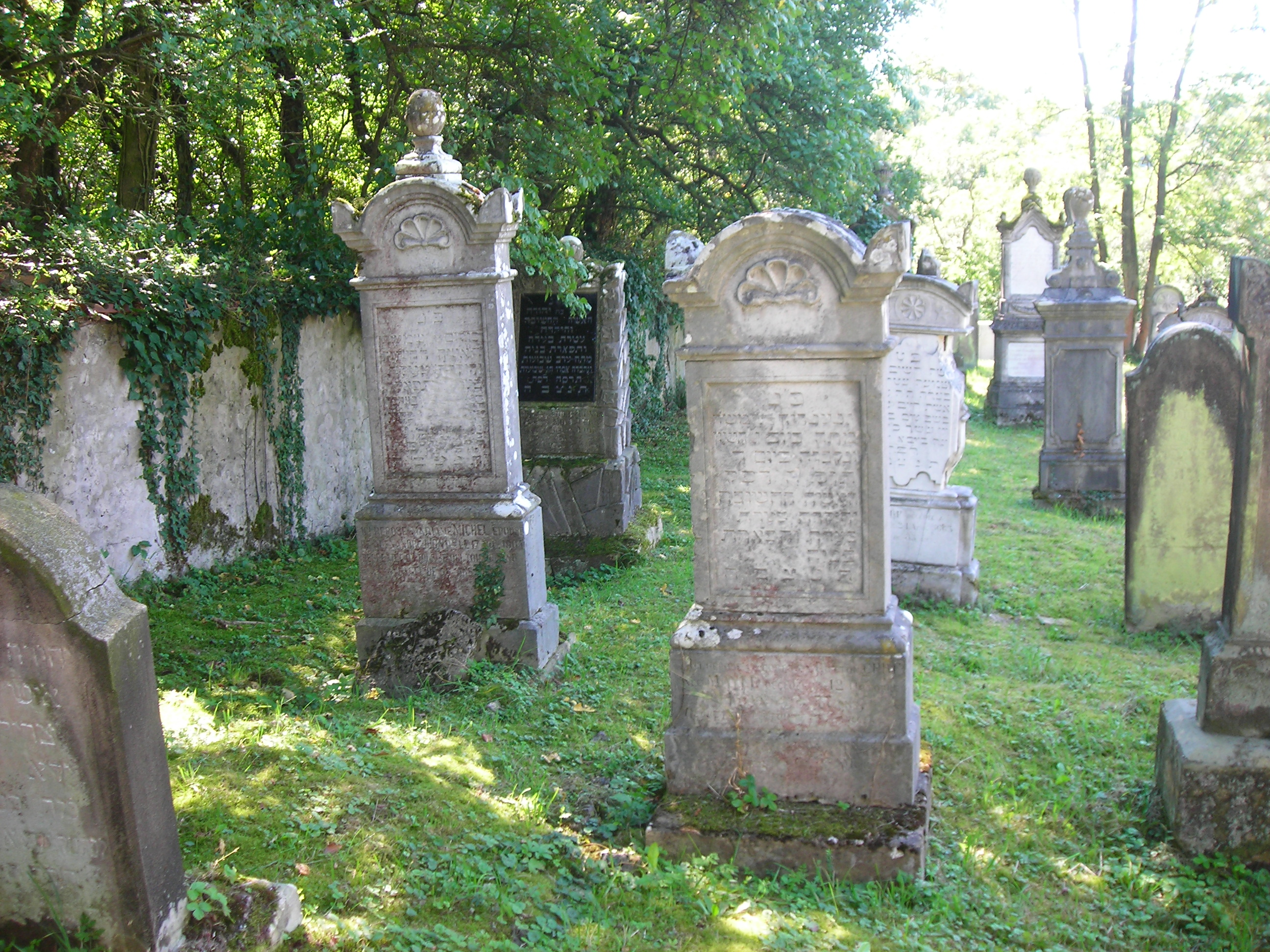
Tombes du cimetière juif.
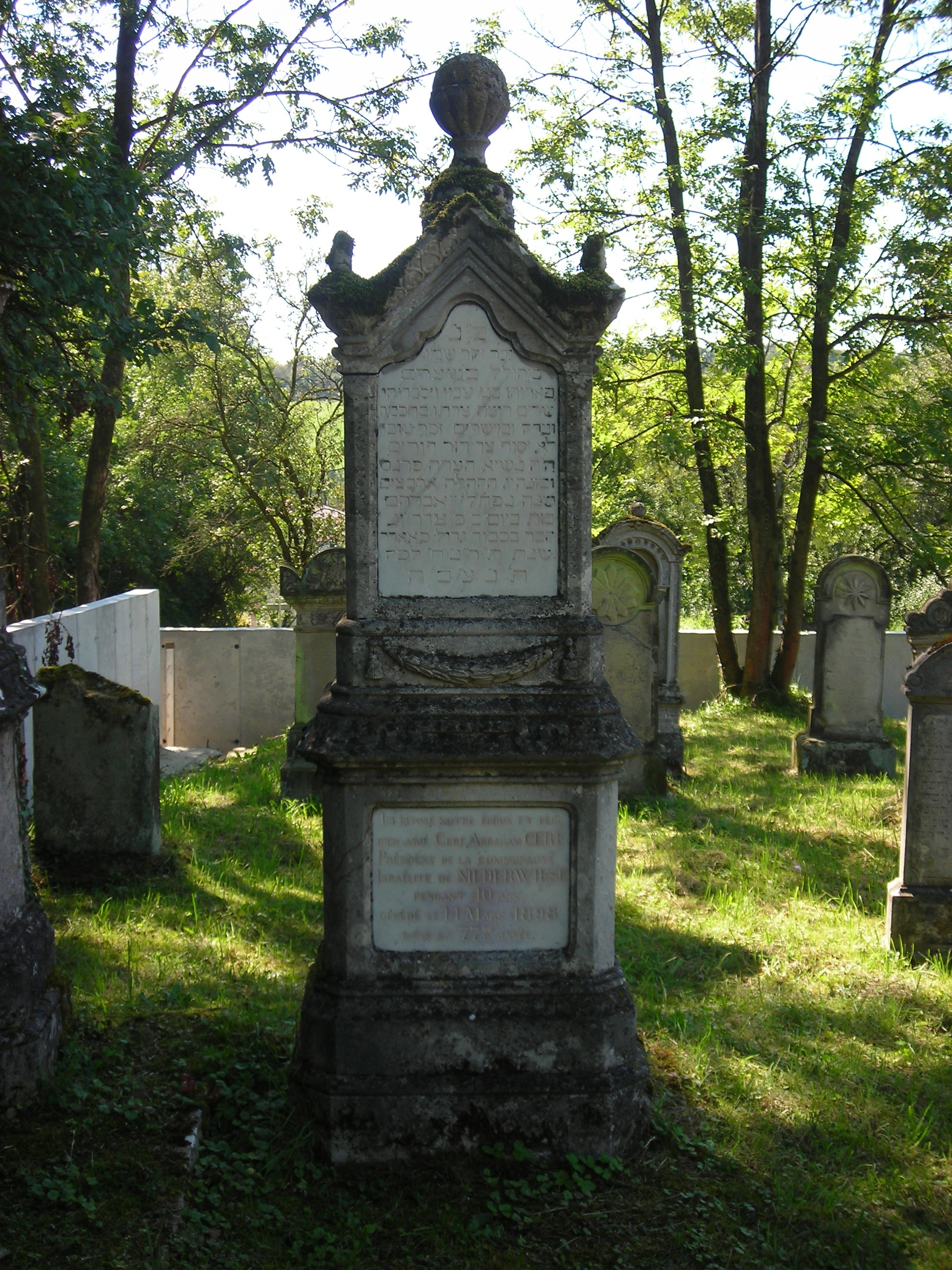
Tombe juive de 1898.
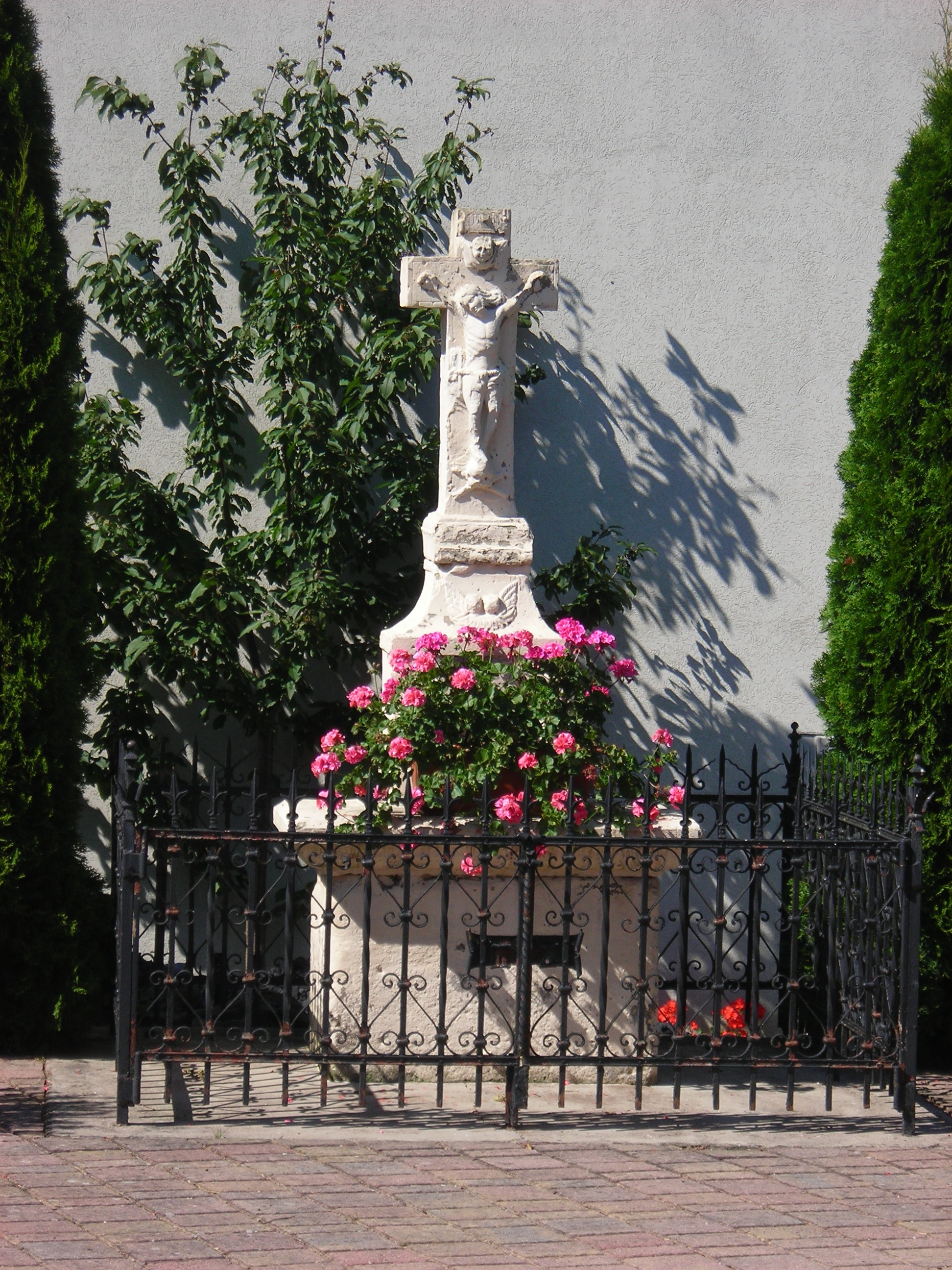
Calvaire dans le village.

### Héraldique
| Blason de Niedervisse | Blason  | Parti d'argent à la fasce de gueules et de gueules à trois glands d'argent. |
| Blason de Niedervisse | Détails | Le statut officiel du blason reste à déterminer.                            |

## Pour approfondir